# Арктическая политика Швеции

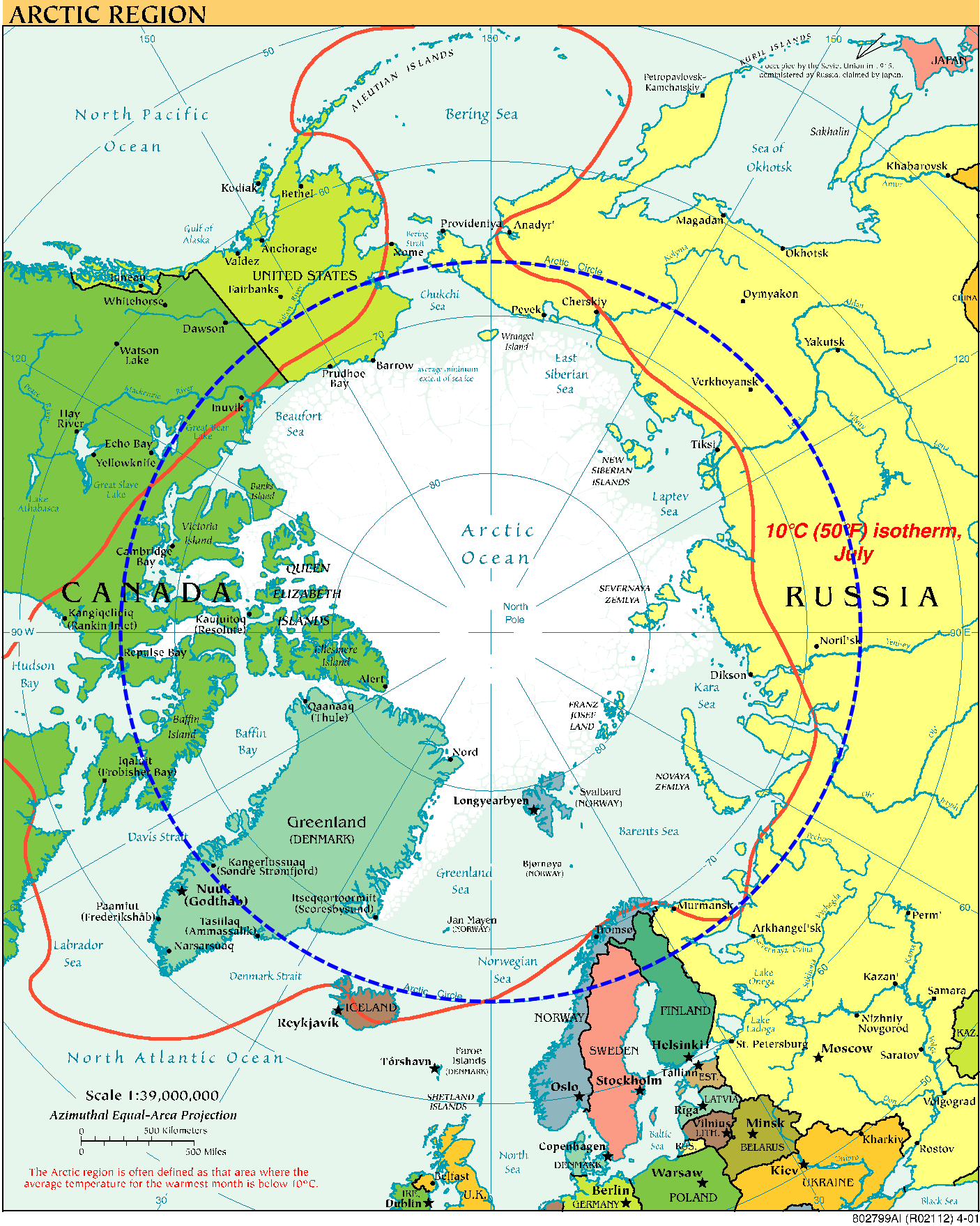
Значительная часть Швеции лежит за Северным полярным кругом

Арктическая политика Швеции — проводимая государством внешняя и внутренняя политика, которая направлена на международное сотрудничество с государствами «Арктического совета», а также развитие лена Норрботтен, который большей своей частью расположен за чертой Северного полярного круга. Основные положения были закреплены в Шведской стратегии развития арктического региона (швед. Sveriges strategi för den arktiska regionen) в 2011 году. Таким образом Швеция стала последней которая приняла такого рода документ среди государств членов «Арктического совета».

## История
На сегодняшний день Швеция не имеет прямого выхода к Арктике, однако претендует на влияние в этом регионе. Много лет назад власть шведского королевства распространялась и на другие скандинавские страны, к примеру, Норвегию. Швеция также как и Финляндия с Исландией не заявляют территориальных претензий на арктический регион. Отсутствие прямого выхода к Арктике послужило причиной громкого международного скандала который разразился в 2010 году. В то время канадское правительство отказалось приглашать Швецию, Финляндию и Исландию на переговоры по развитию Арктики. Госсекретарь Хиллари Клинтон lдосрочно покинула конференцию и выразила жесткую позицию США по этому поводу с требованием в дальнейшем обязательного присутствия всех участников «Арктического совета».
Интересы Швеции в Арктике представлены по-большей мере научным интересом. На севере страны расположено несколько станций по изучению климата, а также мониторингу изменения ледников и вечной мерзлоты. Одной из важнейших проблем арктической территории Швеции является изменение уровня воды, что обусловлено интенсивным повышением температуры в мире и увеличением количества осадков. В скором будущем это грозит возникновением значительных потоков воды, изменением почвы и более экстремальным погодным условиям. Исследование в области изменения климата, а также смягчения его последствий признаны главным приоритетом в национальной политике Швеции в Арктике. Изменение климата таит в себе угрозу для представителей народа Саамы, поскольку их культура традиционно имеют прочные связи с окружающей природной средой и погодными условиями.
В 2011 году, накануне председательства в «Арктическом совете» Швеция обнародовала свою первую арктическую стратегию, которая рассматривается и на сегодняшний день, как правовая основа для дальнейшего развития сотрудничества в Арктике. В этом документе были обозначены следующие цели и основные национальные приоритеты:
- обеспечение сохранения Арктики путём минимизации политической напряженности;
- укрепление роли «Арктического совета» по арктическим вопросам, а также сотрудничество с Баренцевым/Евроарктическим советом;
- подключение Европейского Союза, в качестве партнера по сотрудничеству, к разработке единой арктической политики;
- усиление взаимодействия между «Арктическим советом», Баренцевым/Евроарктическим советом, а также программами и фондами ЕС;
- повышение внимания Совета министров северных стран к арктическим проектам, дополняющим деятельность «Арктического совета»;
- осуществление проектов сотрудничества в Арктике в соответствии с нормами международного права, включая Конвенцию ООН по морскому праву и другие международные соглашения[7].

В 2017 году Министр обороны Швеции Петер Хультквист и Министр обороны Норвегии Ине Эриксен Сёрейде выступили с заявлением об проведении совместных учений в ответ на действия Российской Федерации в балтийском регионе и в Арктике. На данный момент их страны не рассматривают Россию, как «непосредственную угрозу», но они уверены, что любой крупный кризис обязательно коснется Швеции и Норвегии. Решение о расширении военного сотрудничества между двумя странами было принято в течение пятичасовых переговоров в Стокгольме.